# Ambrosius Steinegger
Ambrosius II. Steinegger OSB (* 25. April 1833 in Platzers als Johann Markus Steinegger; † 3. Februar 1913 in Gries) war ein österreichischer Benediktinermönch. Von 1897 bis zu seinem Tod war er Abt der Abtei Muri-Gries bei Bozen (Südtirol).

## Biografie
Der Sohn des Landwirts Joseph Steinegger und der Katharina Gamper absolvierte das Gymnasium in Bozen und Meran, anschließend folgte ein Theologiestudium in Gries. Er legte 1854 die Profess ab und empfing 1856 die Priesterweihe. Als Kaplan war er in Gries, Marling und Unsere Liebe Frau im Walde-St. Felix tätig. Am letzteren Ort wirkte er von 1862 bis 1872 als Pfarrer, danach weitere zwanzig Jahre in Jenesien, wo er ein Krankenhaus gründete. Nachdem die Benediktinerinnen von Hermetschwil in der Schweiz 1892 ihren Konvent nach Habsthal in Oberschwaben verlegt hatten, amtierte Steinegger dort als Administrator und Beichtiger. Ab 1894 war er Dekan in Gries.
Am 23. März 1897 wurde Steinegger zum Abt von Muri und Prior in Gries gewählt. Ein Jahr später erhielt er das Komturkreuz des Franz-Joseph-Ordens, 1901 folgte die Wahl zum Vizepräsidenten der Schweizerischen Benediktinerkongregation. Abt Ambrosius’ Amtszeit war von größeren Bauvorhaben geprägt. 1901/02 ließ er neben der Stiftskirche ein Lehrerseminar errichten (1923 geschlossen und später zeitweise als landwirtschaftliche Schule genutzt). 1906 leitete er die Restaurierung und Erweiterung der Stiftskirche in die Wege.